# Іов (Павлишин)
Архієпископ Іо́в (в миру Васи́ль Степа́нович Павли́шин; 5 червня 1956 року; Конюхи Козівського району Тернопільської області — 8 лютого 2019: Гаї-Шевченківські Байковецької сільської громади Тернопільського району Тернопільської області)- релігійний діяч.

## Життєпис
Після закінчення середньої школи навчався в Поморянському технічному училищі Львівської області. З 1974 по 1976 рр. служив в Армії.
З 1976 по 1981 рр. — навчання в Львівському політехнічному інституті.
1981 року поступив на навчання в Ленінградську Духовну Семінарію.
1982 року архієпископом Тихвиньським Мелітоном (Соловйовим) був рукоположенений в сан диякона, а в 1983 році — в сан пресвітера.
З 1984 року служив на парафіях Львівської і Тернопільської єпархії РПЦ.
В 1990 році, після відродження УАПЦ, був вбраний секретарем Тернопільсько-Бучацької єпархії, будучи настоятелем Свято — Димитрієвского храму с. Плотича та Свято — Михайлівського храму с. Дубівці Тернопільського благочиня.
В квітні 1995 року був пострижений в малу схиму з ім'ям Іов.

## Архіпастирське служіння
11 травня 1995 року висвячений у єпископа Кременецько — Збаразького за Божественною літургією у Володимирському кафедральному соборі міста Києва.
З 23 жовтня 1995 по 27 жовтня 1997 тимчасово призначений керуючим Хмельницькою єпархією УПЦ КП
23 січня 2004 року піднесений до сану архієпископа.
13 травня 2012 року згідно з рішенням синоду (Журнал № 19 від 13.05.2012 п.2) почислений на спокій. Рішенням Синоду УПЦ КП від 27 липня 2012 року виключений зі складу єпископату УПЦ КП.
1 червня 2012 року перейшов до УАПЦ, де також мав титул архієпископ Тернопільський і Кременецький.
У 2015 році почислений на спокій.
Помер 8 лютого 2019 року.

## Нагороди
Удостоєний вищих церковних нагород: Ордену Святого Архистратига Михаїла (1999 р.), Ордену св. Миколая Чудотворця (2006 р.) та Ордену Юрія Переможця (14.12.2006 р.).